# Le Royaume des voleurs

Le Royaume des voleurs (Princess of Thieves) est un téléfilm réalisé par Peter Hewitt et diffusé en 2001.
C'est une production Granada Entertainment pour Walt Disney Television et la majorité du film a été tournée en Hongrie et en Roumanie en raison des nombreuses forêts et décors naturels.

## Synopsis
Le film raconte l'histoire de Gwen, la fille de Robin des Bois, à la mort de Richard Cœur de Lion. Elle se bat pour empêcher le terrifiant Prince Jean de prendre le trône au fils du roi, Philippe, qui réside en France. Elle va tomber amoureuse de prince Philippe, mais ce dernier étant roi, il ne peut se marier avec elle malgré l'attirance qu'il éprouve pour elle. Ils parviendront à empêcher le Prince Jean de monter sur le trône et Philippe régnera sur l'Angleterre, bien qu'il ne puisse pas épouser Gwen. C'est la raison pour laquelle il ne se mariera jamais.

## Fiche technique
- Titre : Le royaume des voleurs
- Titre original : Princess of Thieves
- Réalisation : Peter Hewitt
- Scénario : Robin Lerner
- Coproducteurs : Jon Cowan,Kelley Feldsott Reynolds et Alison Roth
- Producteur : Craig McNeill
- Producteurs exécutifs : Jon Cowan, Susan B. Landau, Antony Root, Robert L. Rovner et Michael Taylor
- Musique : Rupert Gregson-Williams
- Photographie : Andy Collins
- Montage : Sue Wyatt
- Casting : Marilyn Johnson
- Concepteurs des décors : Chris Roope
- Directeur artistique : Christian Niculescu
- Décors : Serban Porupca
- Costumes : Oana Paunescu
- Société de production : Granada Entertainment
- Société de distribution : ABC Studios - Walt Disney Television
- Pays d'origine :  États-Unis
- Langue : Anglais et français
- Formats : 1,33 : 1 | Couleur Kodak | 35 mm
- Son : Dolby Stereo
- Genre : Aventure
- Durée : 88 minutes
- Dates de sortie : 
  - États-Unis : 11 mars 2001
  - France : 28 novembre 2001

## Distribution
- Keira Knightley (VF : Marie-Eugénie Maréchal) : Gwen
- Stephen Moyer (VF : Pierre-François Pistorio) : Prince Philippe
- Stuart Wilson (VF : Sylvain Lemarié) : Robin des Bois
- Jonathan Hyde (VF : Gabriel Le Doze) : Prince Jean
- Malcolm McDowell (VF : Jean-Luc Kayser) : Le Shérif de Nottingham
- Hannah Cresswell (VF : Céline Monsarrat) : Voix de Marian
- David Barrass : Cardaggian
- Del Synott (VF : Éric Etcheverry) : Froderick
- Crispin Letts : Will Scarlet
- Roger Ashton-Griffiths (VF : Denis Boileau) : Frère Tuck
- Adam Ryan (VF : Emmanuel Karsen) : Conrad
- Gaye Brown : Comtesse de Tourtelot